# 上谷総合公園野球場
上谷総合公園野球場(かみやそうごうこうえんやきゅうじょう)は、埼玉県鴻巣市の上谷総合公園内にある野球場。愛称はフラワースタジアム。

## 歴史
2004年11月に開場した。開場当時は内外野ともにクレーであったが、2012年12月から外野の天然芝工事が実施された。
2011年に公開された映画『もし高校野球の女子マネージャーがドラッカーの『マネジメント』を読んだら』では、当球場でロケがおこなわれている。
2020年11月から2021年5月まで改修工事が実施された。この改修工事では防球ネットのかさ上げや電光掲示板の変更がおこなわれた。
ベースボール・チャレンジ・リーグの埼玉武蔵ヒートベアーズが、リーグに加入した2015年より公式戦を開催していた。しかし、2022年は当初から開催予定がなく、2023年も同様で、リーグの開催球場リストからも名前が除去されていた。2024年は3年ぶりに公式戦の開催が予定され、実際に開催された。

## 施設概要
- 面積：-㎡
- 内野：クレー舗装 外野：天然芝
- 両翼：98m 中堅：122m
- 収容人員：1,300人
- 照明：6基(ナイター可能)
- スコアボード：磁気反転式

## 交通アクセス
いずれも高崎線鴻巣駅より
- 鴻巣市コミュニティバスフラワー号・笠原コース「上谷総合公園」下車
- 朝日自動車加須駅線「上谷公園入口」下車、徒歩10分